# Le Peseur d’âmes
Le Peseur d’âmes est une nouvelle fantastique d'André Maurois, publiée pour la première fois en 1931 aux éditions de la NRF, puis au sein du recueil Les Mondes impossibles à partir de 1947, dont l'intrigue s'inspire de la théorie du poids de l'âme.

## Résumé
Le Peseur d’âmes est présenté comme la confession d'un narrateur anonyme, chercheur français de passage à Londres en 1923 où il parvient à retrouver la trace de l'un de ses anciens camarades connu durant la Première Guerre mondiale, le docteur anglais Howard-Bruce James. Retrouvant celui-ci à l’hôpital Saint-Barnabé, son ami lui fait part des recherches qu'il entreprend dans le plus grand secret au sein de l'institution : s'inspirant des travaux sur l'Od du baron Karl von Reichenbach, le docteur entreprend de peser des cadavres d'individus récemment décédés puis de les enfermer sous une cloche de verre, afin de recueillir un éventuel fluide vital qui quitterait le corps des défunts dans les heures qui suivent leur mort.
À la suite d'une suggestion d'un ami physicien du narrateur, le professeur Monestier, le docteur James expose l'un de ses sujets d'expérience à des rayons ultra-violets, ce qui a pour effet de révéler l'existence d'une « masse laiteuse » composée de volutes de fumée et semblable à un « œuf de lumière » au sommet de la cloche de verre. Afin de rendre plus pratique son étude, le docteur décide de recueillir cette substance au sein de ballons eux aussi faits de verre, puis d'essayer de mêler la substance obtenue lors du décès de deux individus, avec des résultats divers : si le mélange de deux inconnus a pour effet de rendre la substance terne, celui de deux jeunes frères acrobates, Ned et Fred Hanley, morts à quelques minutes d'intervalle a pour effet de former à l'intérieur du ballon « une sphère de lumière d'un éclat incroyable » ; les deux amis en concluent donc que seuls deux âmes ou fluides complémentaires peuvent ainsi être mêlés sans dommage.
Cependant, informés des expériences de leur collège et incapables de le couvrir plus longtemps auprès de la direction, les médecins de l'hôpital finissent par persuader le docteur James de mettre fin à ses expériences, et le narrateur doit repartir en France, non sans avoir accepté de promettre à son ami de venir le rejoindre un jour au plus vite si celui-ci devait lui en faire la demande. Durant les cinq années suivantes, le docteur James épouse l'actrice à la santé précaire Edith Philipps, avec lequel il finit par s'installer au cap Martin dans le sud de la France. En janvier 1928, le narrateur, de passage par Copenhague pour une conférence, reçoit un télégramme de James le priant de venir le rejoindre au plus vite. Fidèle à son ami, le narrateur quitte le Danemark au plus vite, mais met quatre jours à parvenir à sa destination : accueilli par Biggs, ancienne ordonnance du docteur devenu son domestique, il constate que James, ayant appris la mort de sa femme, s'est suicidé après avoir placé leurs deux corps sous une cloche de verre, espérant que son ami français aurait ainsi l'occasion de réunir pour l'éternité son âme et celle de sa femme aux côtés de laquelle il a si peu vécu ; malheureusement l'enterrement a eu lieu deux jours avant l'arrivée du narrateur et la cloche a été brisée dans le processus, rendant vaine toute tentative de recueillir les deux âmes.

## Éditions

### Éditions francophones
- André Maurois, Le Peseur d'âmes, Paris, Gallimard, 1931, 175 p.[1]
- André Maurois, Le Peseur d'âmes, précédé d'un frontispice et suivi de huit illustrations de Francis Picabia, Paris, A. Roche, 1931, 119 p.[2]
- André Maurois, Les mondes impossibles : récits et nouvelles fantastiques, Paris, Gallimard, 1947, 310 p.[3]
- André Maurois, Œuvres complètes : Les Mondes impossibles - Les Mondes imaginaires - Tu ne commettras point d'adultère, t.  VII, bois de Louis Jou, Paris, Grasset, 1951[4].
- André Maurois, Les mondes impossibles : récits et nouvelles fantastiques, Paris, Club des libraires de France, 1957, 360 p.[5]
- André Maurois, La machine à lire les pensées - Le Peseur d'âmes - Voyage au pays des Articoles, Paris, Le Livre de poche, 1966, 384 p.[6]
- André Maurois, Le peseur d'âmes, aquatintes originales de Marguerite Mackain-Langlois, Paris, les Pharmaciens bibliophiles, 1969, 131 p.[7]

### Traductions
- André Maurois, The Weigher of Souls, traduction anglaise de Hamish Miles, London, Cassell, 1931.
- André Maurois, Stranata na hilâdite želaniâ ; Lapadundi i tʺnkofini, traduction bulgare de Anna Staleva et illustrations de Tonâ Goranova, Sofia, Otečestvo, 1980, 121 p.[8]
- André Maurois, Człowiek ktôry ważył dusze, traduction polonaise de Wacław Husarski, Lwów, Ksia̡żnica-Atlas, 112 p.[9]